# Ла Махада, Ла Палма (Уахикори)
Ла Махада, Ла Палма (шп. La Majada, La Palma) насеље је у Мексику у савезној држави Најарит у општини Уахикори. Насеље се налази на надморској висини од 560 м.

## Становништво
Према подацима из 2005. године у насељу је живело 5 становника.

### Хронологија
| Година       | 2000 | 2005 |
| ------------ | ---- | ---- |
| Становништво | 9    | 5    |

### Попис
| # | Индикатор                        | Вредност |
| - | -------------------------------- | -------- |
| 1 | Укупно појединачних домаћинстава | 1        |